# Primnoa notialis
Primnoa notialis is een zachte koraalsoort uit de familie Primnoidae. De koraalsoort komt uit het geslacht Primnoa. Primnoa notialis werd in 2005 voor het eerst wetenschappelijk beschreven door Cairns & Bayer. 